# Svend Ellehøj
Svend Åge Jensen Ellehøj (født 8. september 1924 i Barup på Stevns, død 26. januar 1988) var en dansk historiker.
Svend Ellehøj blev født i Barup på Stevns. Han blev student fra Rungsted Statsskole i 1943 og mag. art. i historie ved Københavns Universitet i 1950, bl.a. efter at have været undervist af Erik Arup, Knud Fabricius, Albert Olsen og Astrid Friis.
I 1948 fik han guldmedalje for besvarelsen af Universitetets prisspørgsmål omhandlende Øresundstolden.
Svend Ellehøj blev dr. phil. i 1965 med afhandlingen Studier over den ældste norrøne Historieskrivning. 14. juni samme år blev han professor i historie på Københavns Universitet og her var han medvirkende i de store reformer af historiestudiet der foregik i disse år.
Han var redaktør af en række skrifter bl.a. Festskrift til Astrid Friis (1963) og bibliografien Udlændinges Rejser i Danmark før År 1700 (1963) og Københavns Universitet 1479-1979. Han var desuden chefredaktør af Historisk Tidsskrift 1965-1973.
Desuden var han forfatter til mange historiske værker, bl.a. Højesteret 1661-1961 (1961), Christian 4.s Tidsalder 1596-1660 i Politikens Danmarks Historie (1964).
Svend Ellehøj var forstander for Det kongelige danske Selskab for Fædrelandets Historie 30. januar 1975 – 20. februar 1985.

## Forfatterskab
- Svend Ellehøj: "Olav Trygvessons fald og Venderne" (Historisk Tidsskrift, 11. række, Bind. 4; 1953)